# Resurrection (film fra 1909)
|  | For andre betydninger, se Resurrection |
Resurrection er en amerikansk stumfilm fra 1909 af D. W. Griffith.

## Medvirkende
- Arthur V. Johnson - Dmitri
- Florence Lawrence - Katusha
- Marion Leonard
- Owen Moore
- Mack Sennett